# Bruno Ispiro
Bruno Ispiro (Rovigno d'Istria, 20 marzo 1920 – Trieste, 21 aprile 1992) è stato un calciatore italiano, di ruolo centravanti.

## Carriera
Prelevato dal Genova 1893 dalle file dell'Ampelea d'Isola d'Istria in Serie C nell'estate 1940, dopo un primo anno di appendistato nelle formazioni minori rossoblu riuscendo comunque a totalizzare 6 presenze, emerge nella stagione 1941-1942, mettendo a segno 17 reti in 26 partite, di cui 12 realizzate di testa, e trascinando la squadra al quarto posto finale, posizione da allora finora mai più migliorata dai liguri.
Nella stagione successiva segna 10 reti in 26 incontri e il Genova arriva al quinto posto. Il rendimento in questa squadra gli apre le porte della Nazionale B e della selezione della Regia Marina.
Rientrato in Istria dopo l'interruzione dell'attività calcistica per la guerra, milita nuovamente nell'Ampelea in occasione del Campionato Alta Italia 1944, nel quale i giuliani superano la Triestina nel girone regionale e cedono solo al Venezia nelle Semifinali Interregionali. Ispiro ottiene 11 marcature in 16 partite.
Alla fine della guerra torna a Genova per disputare coi rossoblu il campionato 1945-1946; la squadra arriva dodicesima su 14 partecipanti al Girone Nord, e Ispiro realizza 5 reti in 20 incontri. A fine stagione passa alla Lazio, ottenendo nella stagione successiva 5 presenze in 28 incontri.
Viene quindi ceduto dalla Lazio alla Triestina, e, sotto la guida dell'allenatore Nereo Rocco, i rossoalabardati conquistano il secondo posto in classifica, dietro solo al Grande Torino e a pari con Milan e Juventus; Ispiro segna 9 reti.
Il rendimento di Ispiro migliora ulteriormente: 1948-1949 con 15 reti, di cui cinque nel 9-1 contro il Padova (la Triestina chiude ottava), quindi la vena realizzativa si offusca negli anni successivi (mai più oltre la 7 reti a stagione), in coincidenza con l'involuzione dei giuliani, che si trovano a lottare per evitare la retrocessione. Nell'annata 1950-1951 il tecnico alabardato Béla Guttman lo arretra a mezzala, salvo poi ritornare alla sua posizione naturale di centravanti.
Nella stagione 1951-1952 ottiene la salvezza con la Triestina, realizzando la rete decisiva nello spareggio a Valdagno contro il Brescia. Resta a Trieste fino alla stagione 1953-54, quindi conclude la carriera, frenato da problemi ad un ginocchio, nella Reggiana in quarta serie.
In carriera ha complessivamente realizzato 83 reti in 281 partite, fatto che lo pone fra i primi 100 marcatori del campionato italiano.

## Palmarès

### Individuale
- Capocannoniere della Coppa Italia: 1

Coppa Italia 1942-1943 (5 gol)